# Ricardo Aguirre Martínez-Valdivieso
Ricardo Aguirre Martínez-Valdivieso (Madrid, 25 de gener de 1876 - Madrid, 24 de novembre de 1936) va ser un arxiver, facultatiu del Cos Facultatiu d'Arxivers, Bibliotecaris i Arqueòlegs d'Espanya.

## Biografia
Va treballar primer en l'Arxiu Històric Nacional (1909-1916), i amb posterioritat al Museu Arqueològic Nacional d'Espanya, institució de la qual va ser nomenat secretari el 5 d'octubre de 1930. Va ser detingut per la Guàrdia Nacional Republicana el 27 de setembre de 1936, al començament de la Guerra Civil espanyola, i afusellat sumàriament dos mesos més tard, als pocs dies de la confiscació del monetari i el Tresor dels Quimbayes al susdit museu.